# Idaea impexa
Idaea impexa är en fjärilsart som beskrevs av Butler 1879. Idaea impexa ingår i släktet Idaea och familjen mätare. Inga underarter finns listade i Catalogue of Life.